# Принстон (Британська Колумбія)
Принстон (англ. Princeton) — містечко в Канаді, у провінції Британська Колумбія, у складі регіонального округу Оканаган-Сімілкамін.

## Населення
За даними перепису 2016 року, містечко нараховувало 2828 осіб, показавши зростання на 3,8%, порівняно з 2011-м роком. Середня густина населення становила 47,4 осіб/км².
З офіційних мов обидвома одночасно володіли 90 жителів, тільки англійською — 2 685, а 10 — жодною з них. Усього 195 осіб вважали рідною мовою не одну з офіційних, з них. 5 — українську.
Працездатне населення становило 53,1% усього населення, рівень безробіття — 6,8% (6,9% серед чоловіків та 6,6% серед жінок). 86,5% осіб були найманими працівниками, а 12% — самозайнятими.
Середній дохід на особу становив $41 103 (медіана $28 400), при цьому для чоловіків — $54 395, а для жінок $28 136 (медіани — $42 688 та $20 907 відповідно).
30% мешканців мали закінчену шкільну освіту, не мали закінченої шкільної освіти — 23,7%, 46,3% мали післяшкільну освіту, з яких 21% мали диплом бакалавра, або вищий.
| Статево-вікова структура населення | Статево-вікова структура населення | Статево-вікова структура населення | Статево-вікова структура населення | Статево-вікова структура населення |
| ---------------------------------- | ---------------------------------- | ---------------------------------- | ---------------------------------- | ---------------------------------- |
|                                    |                                    |                                    |                                    |                                    |
| Всього                             | Всього                             | 50,4%49,6%                         |                                    |                                    |
| 0 — 14 років                       | 0 — 14 років                       |                                    | 13,1%                              | 13,1%                              |
| 15 — 64 років                      | 15 — 64 років                      |                                    | 60,4%                              | 60,4%                              |
| 65 і більше                        | 65 і більше                        |                                    | 26,5%                              | 26,5%                              |
| 85 і більше                        | 85 і більше                        |                                    | 3,2%                               | 3,2%                               |
| Середній вік (років)               | Середній вік (років)               | 46,747,8                           | 47,2                               | 47,2                               |
| Медіана (років)                    | Медіана (років)                    | 51,152,4                           | 51,7                               | 51,7                               |
| — чоловіки — жінки                 |                                    |                                    |                                    |                                    |

| Походження мешканців:     | Походження мешканців:     | Походження мешканців: | Походження мешканців: | Походження мешканців: |
| ------------------------- | ------------------------- | --------------------- | --------------------- | --------------------- |
| Походження                |                           |                       | осіб                  | %                     |
| Корінні американці        | Корінні американці        |                       | 355                   | 12.86%                |
| Інше північноамериканське | Інше північноамериканське |                       | 820                   | 29.71%                |
| Європейське               | Європейське               |                       | 2 350                 | 85.14%                |
| британське                | британське                |                       | 1 735                 | 62.86%                |
| французьке                | французьке                |                       | 365                   | 13.22%                |
| українське                | українське                |                       | 125                   | 4.53%                 |
| Латинськоамериканське     | Латинськоамериканське     |                       | 10                    | 0.36%                 |
| Карибське                 | Карибське                 |                       | 20                    | 0.72%                 |
| Африканське               | Африканське               |                       | 25                    | 0.91%                 |
| Азійське                  | Азійське                  |                       | 60                    | 2.17%                 |

| Зайнятість населення за галузями (за класифікацією NOC): | Зайнятість населення за галузями (за класифікацією NOC): | Зайнятість населення за галузями (за класифікацією NOC): | Зайнятість населення за галузями (за класифікацією NOC): | Зайнятість населення за галузями (за класифікацією NOC): |
| -------------------------------------------------------- | -------------------------------------------------------- | -------------------------------------------------------- | -------------------------------------------------------- | -------------------------------------------------------- |
|                                                          |                                                          |                                                          |                                                          |                                                          |
| Управління                                               | Управління                                               |                                                          | 9,3%                                                     | 9,3%                                                     |
| Бізнес, фінанси та адміністрування                       | Бізнес, фінанси та адміністрування                       |                                                          | 9,3%                                                     | 9,3%                                                     |
| Природничі та прикладні науки                            | Природничі та прикладні науки                            |                                                          | 4,5%                                                     | 4,5%                                                     |
| Охорона здоров'я                                         | Охорона здоров'я                                         |                                                          | 8,1%                                                     | 8,1%                                                     |
| Освіта, правозахист, муніципальні та урядові служби      | Освіта, правозахист, муніципальні та урядові служби      |                                                          | 7,7%                                                     | 7,7%                                                     |
| Мистецтво, культура, відпочинок та спорт                 | Мистецтво, культура, відпочинок та спорт                 |                                                          | 0,8%                                                     | 0,8%                                                     |
| Роздрібна торгівля та послуги                            | Роздрібна торгівля та послуги                            |                                                          | 23,9%                                                    | 23,9%                                                    |
| Гуртова торгівля, транспорт та обладнання                | Гуртова торгівля, транспорт та обладнання                |                                                          | 22,3%                                                    | 22,3%                                                    |
| Природні ресурси, сільське господарство                  | Природні ресурси, сільське господарство                  |                                                          | 7,3%                                                     | 7,3%                                                     |
| Виробництво                                              | Виробництво                                              |                                                          | 8,1%                                                     | 8,1%                                                     |

## Клімат
Середня річна температура становить 6,2°C, середня максимальна – 21,6°C, а середня мінімальна – -13,5°C. Середня річна кількість опадів – 396 мм.
| Клімат поселення                              | Клімат поселення | Клімат поселення | Клімат поселення | Клімат поселення | Клімат поселення | Клімат поселення | Клімат поселення | Клімат поселення | Клімат поселення | Клімат поселення | Клімат поселення | Клімат поселення | Клімат поселення |
| Показник                                      | Січ.             | Лют.             | Бер.             | Квіт.            | Трав.            | Черв.            | Лип.             | Серп.            | Вер.             | Жовт.            | Лист.            | Груд.            |                  |
| Середній максимум, °C                         | 1,18             | 4,76             | 9,68             | 13,74            | 17,94            | 21,56            | 21,42            | 21,58            | 16,95            | 10,93            | 4,17             | −1,57            |                  |
| Середня температура, °C                       | −6,15            | −2,55            | 2,35             | 6,40             | 10,62            | 14,25            | 17,38            | 17,55            | 12,92            | 6,90             | 0,13             | −5,62            |                  |
| Середній мінімум, °C                          | −13,47           | −9,88            | −4,98            | −0,92            | 3,30             | 6,92             | 13,36            | 13,51            | 8,89             | 2,85             | −3,91            | −9,65            |                  |
| Норма опадів, мм                              | 53               | 30               | 23               | 20               | 25               | 38               | 31               | 28               | 26               | 26               | 47               | 49               |                  |
| Середньомісячна швидкість вітру, м/с          | 1.98             | 2.00             | 2.40             | 2.70             | 2.50             | 2.50             | 2.40             | 2.21             | 2.00             | 2.00             | 2.00             | 1.90             |                  |
| Середньомісячна сонячна радіація, кДж/м²·день | 3430             | 6666             | 10951            | 16087            | 19655            | 21317            | 22512            | 19364            | 13905            | 7951             | 3855             | 2704             |                  |
| --------------------------------------------- | ---------------- | ---------------- | ---------------- | ---------------- | ---------------- | ---------------- | ---------------- | ---------------- | ---------------- | ---------------- | ---------------- | ---------------- | ---------------- |
| Джерело:                                      |                  |                  |                  |                  |                  |                  |                  |                  |                  |                  |                  |                  |                  |